# Presidente de la Función Legislativa de Ecuador
El presidente de la Asamblea Nacional del Ecuador representa y dirige la Función Legislativa del Ecuador. Es elegido para un período de 2 años por votación de los asambleístas que integran el organismo y puede ser reelegido. Preside el Pleno Legislativo integrado por 151 asambleístas y el Consejo de Administración Legislativa, conformado además por los dos vicepresidentes y cuatro asambleístas designados por el Pleno, órgano responsable de la organización y control del trabajo legislativo. El actual presidente es Niels Olsen desde el 14 de mayo de 2025. 
Al frente del Pleno, preside la posesión del presidente y vicepresidente de la República y de otras altas autoridades del Estado. Está a cargo de conducir los debates en las sesiones en atención al orden del día aprobado, otorgando la palabra a los asambleístas y ordenando las votaciones que fueren necesarias para resolver diferentes temáticas, en especial el trámite y aprobación de las leyes.

## Funciones
- Ejercer la representación legal, judicial y extrajudicial de la Asamblea Nacional en todos los actos.

- Asumir la Presidencia de la República en caso de falta simultánea o definitiva de la Presidenta o Presidente y Vicepresidenta o Vicepresidente de la República, tal como lo dispone el inciso final del artículo 146 de la Constitución de la República:

En caso de falta definitiva de la Presidenta o Presidente de la República, lo reemplazará quien ejerza la Vicepresidencia por el tiempo que reste para completar el correspondiente período presidencial. Ante falta simultánea y definitiva en la Presidencia y en la Vicepresidencia de la República, la Presidenta o Presidente de la Asamblea Nacional asumirá temporalmente la Presidencia, y en el término de cuarenta y ocho horas, el Consejo Nacional Electoral convocará a elección para dichos cargos. Quienes resulten elegidos ejercerán sus funciones hasta completar el período. En el caso de que faltare un año o menos, la Presidenta o Presidente de la Asamblea Nacional asumirá la Presidencia de la República por el resto del período.
- En ausencia temporal de la Presidenta o Presidente lo reemplazarán, en su orden, la primera y la segunda Vicepresidenta o vicepresidente.

- En ausencia definitiva de la presidenta o presidente de la Asamblea Nacional, la primera vicepresidenta o vicepresidente asumirá sus funciones hasta la elección de su titular.

- La vicepresidenta o vicepresidente asumirán las funciones de la presidenta o presidente de la Asamblea Nacional que el Pleno de la Asamblea Nacional y el CAL les deleguen.

Fuente:

## Historia
El Presidente del Congreso Nacional del Ecuador fue el cargo que presidía el Poder Legislativo Nacional y fiscalizador en la República del Ecuador.  Los presidentes del congreso eran elegidos cada 2 años por los diputados del congreso desde 1998, anteriormente ocupaban el cargo por un año. Antes de la Constitución de 1978, el Congreso era bicameral, por lo que existían presidente para la Cámara de Senadores y de Representantes.
El cargo del presidente fue creado específicamente por el texto constitucional en el Artículo 121 de la sección Primera del capítulo Segundo del Título IV: Participación y organización del Poder, la cual demanda que los asambleístas elijan a un Presidente y dos Vicepresidentes, los cuales administrarán y representarán la Asamblea. Junto al presidente y los dos vicepresidentes también se elegirán cuatro vocales, un secretario general y un prosecretario.

## Expresidentes vivos
| Nombre               | Edad    | Período                   |
| -------------------- | ------- | ------------------------- |
| Gary Esparza         | 91 años | (1983-1984)               |
| Andrés Vallejo       | 82 años | (1986-1987)               |
| Fabián Alarcón       | 78 años | (1991-1992) / (1995-1997) |
| Carlos Vallejo       | 85 años | (1992-1993)               |
| Samuel Bellettini    |         | (1993-1994)               |
| Heinz Moeller        | 87 años | (1994-1995) / (1997-1998) |
| Juan José Pons       | 76 años | (1998-2000)               |
| Susana González      | 78 años | (2000)                    |
| Guillermo Landázuri  | 78 años | (2003-2005)               |
| Jorge Cevallos       | 70 años | (2007)                    |
| Fernando Cordero     | 72 años | (2008-2013)               |
| Gabriela Rivadeneira | 41 años | (2013-2017)               |
| José Serrano         | 54 años | (2017-2018)               |
| Elizabeth Cabezas    | 61 años | (2018-2019)               |
| César Litardo        | 46 años | (2019-2021)               |
| Guadalupe Llori      | 62 años | (2021-2022)               |
| Virgilio Saquicela   | 52 años | (2022-2023)               |
| Henry Kronfle        |         | (2023-2024)               |
| Viviana Veloz        | 40 años | (2024-2025)               |